# 黏體動物
黏體動物（學名：Myxozoa）是一類水中的寄生蟲。其下已知有超過1300個物種，當中很多需要兩個寄主，如魚類及環節動物或外肛動物。粘孢子蟲的孢子平均約有10-20微米大；而软孢子虫（Malacosporea）的孢子則達2毫米大。有瓣的孢子會造成感染。這些孢子內含有1-2個孢子母細胞及1個或以上的極囊，極囊內有極絲可以將孢子固定在寄主之上。孢子母細胞接著會被釋放成為偽足孢子，可以穿透寄主的組織，發展成1個或以上的多核原生質團。某些核會再次組合，其中一個會吞噬另一個，形成新的孢子。

## 種系發生
黏體動物最初被認為是一類原生動物，並被分類在孢子蟲綱中。由於它們在18S核糖體DNA測序中有獨特的特性，故它們被重置到後生動物。不過後來卻發現了一些矛盾的證據而影響了其分類：雖然18S核糖體顯示它們接近刺胞動物門，但其他的搜集到的核糖體DNA及Hox基因卻指向與兩側對稱動物相似。
後來發現長2毫米的Buddenbrockia plumatellae原來也是黏體動物，加強了兩側對稱動物分類的說法，因為這種動物的身體構造表面上接近。無論如何，仔細的檢測發現Buddenbrockia並非在縱面上兩側對稱，而是四側對稱的，故對此說法仍存有懷疑。
進一步的研究搜集了Cristatella mucedo的前三個Hox基因及白斑狗魚的第四Hox基因，並解釋了黏體動物分類的矛盾。原來最初的實驗是採用了寄主受污染的組織，導致了兩側對稱動物的誤測。後來小心複製了Buddenbrockia的50個編碼基因，顯示它們是非常進化的刺胞動物門成員，而水母亞門是其最近親。黏體動物的極囊與刺胞動物門的刺细胞也有相似的地方，不過相信是趨同演化的成果。
分類學家現已確認放射孢子小群其實只是粘孢子蟲的其中一個生長階段。

## 下属分类
黏体动物纲包括以下目：
- 双壳目 Bivalvulida
- 多壳目 Multivalvulida

目的地位未定的科：
- Buddenbrockiidae
- Saccosporidae 
  - Buddenbrockia Schröder, 1910
    - Buddenbrockia plumatellae Schröder, 1910

  - Tetracapsuloides Canning, Tops, Curry, Wood & Okamura, 2002
  - Tetracapsuloides bryosalmonae (Canning, Curry, Feist, Longshaw & Okamura, 1999)：一種鮭魚寄生蟲。[10]

黏體動物其下有幾個物種，包括：
- 软孢子虫（Malacosporea）
  - Buddenbrockia plumatellae
- 粘孢子蟲（Myxosporea）
  - 腦粘體蟲（Myxobolus cerebralis）：一種鮭魚及鱒魚的寄生蟲。

## 外部連結
- Tree of Life: Myxozoa（页面存档备份，存于）